# Władysław Szumowski
Władysław Szumowski (ur. 26 marca 1875 w Warszawie, zm. 5 kwietnia 1954 w Krakowie) – lekarz, profesor Uniwersytetu Jagiellońskiego, członek PAU, historyk medycyny i filozof.

## Życiorys
Wcześnie osierocony przez rodziców trafił pod opiekę dalszej rodziny. Naukę gimnazjalną rozpoczął w Warszawie egzamin maturalny zdał z odznaczeniem w Parnawie. W 1893 podjął studia na Wydziale Matematyczno-Przyrodniczym Uniwersytetu w Petersburgu. Po ich ukończeniu powrócił do Warszawy, gdzie na Uniwersytecie studiował medycynę. W 1899 roku uzyskał stopień lekarza.
W 1899 podjął pracę w Zakładzie Fizjologii we Fryburgu, w 1901 przeniósł się do Heidelbergu, gdzie pracował nad badaniem metabolizmem struktur białkowych w żywym organizmie. Początki gruźlicy, której pierwsze objawy wystąpiły w grudniu 1901 zmusiły Szumowskiego do rezygnacji z pracy badawczej. Opuścił Heidelberg przeprowadził się do Krakowa, a potem do Zakopanego. Wobec braku możliwości prac eksperymentalnych Szumowski sięgnął po książki wiążące się z filozofią, historią i psychologią. W 1903 roku zapisał się na Wydział Filozoficzny Uniwersytetu we Lwowie, podejmując równolegle studia z zakresu filozofii i historii. Studia lwowskie odbywał z dwuletnią przerwą z powodu postępującej choroby płuc i koniecznego w tej sytuacji leczenia i pobytu w Zakopanem. Ukończył je ostatecznie w 1906 roku. W 1907 roku otrzymał stopień doktora filozofii w zakresie filozofii ścisłej i historii na podstawie rozprawy Kartezjusz i Malebranche jako poprzednicy teorii uczuć Karola Langego. W tym samym roku Wydział Lekarski Uniwersytetu Lwowskiego nadał mu tytuł doktora wszechnauk lekarskich. W latach 1906–1908 Szumowski znalazł zatrudnienie w lwowskiej Klinice Patologii i Terapii Szczegółowej prof. Antoniego Gluzińskiego. Od 1908 roku prowadził regularne, nadobowiązkowe wykłady z historii medycyny. Pracował także jako lekarz uzdrowiskowy w Szczawnicy, mieszkał w Willi Holenderka znalazł się tam także w czasie II wojny światowej gdzie syn profesora Adam ps. „Bartek” (zm. 1944) był komendantem ZWZ. W czasie I wojny światowej znalazł się w Kijowie wykładał historię i metodologię nauk przyrodniczych w Polskim Kolegium Uniwersyteckim. Od 1917 roku pełnił funkcję naczelnego lekarza w Polskim Komitecie Pomocy Sanitarnej. W trakcie swego pobytu w Kijowie założył i redagował „Polski Miesięcznik Lekarski”, który ukazywał się w latach 1916–1917. W 1918 roku Szumowski wrócił do Lwowa, a początkiem roku 1919 znalazł się Szumowski w Warszawie gdzie podjął pracę w randze radcy ministerialnego Ministerstwa Zdrowia. W 1920 roku objął nowo powstałą Katedrę Historii i Filozofii Medycyny na Uniwersytecie Jagiellońskim jako jej profesor zwyczajny. Tworzył program dydaktyczny obejmujący filozofię, historię oraz logikę medycyny. Własny budynek katedra otrzymała dopiero w 1938 roku. W 1924 roku Szumowski był inicjatorem pierwszego zjazdu polskich historyków medycyny, w 1925 za jego staraniem powołano do życia Krakowskie Towarzystwo Miłośników Medycyny. Od 1938 roku był członkiem korespondentem PAU. W roku akademickim 1938/1939 powierzono mu godność dziekana Wydziału Lekarskiego UJ. 6 listopada 1939 został aresztowany przez Niemców w trakcie Sonderaktion Krakau i wywieziony do obozu w Sachsenhausen. Zwolniono go z grupą profesorów 8 lutego 1940. Do Krakowa wrócił w bardzo złym stanie zdrowia. W 1945 roku powrócił na katedrę, starając się przywrócić jej przedwojenny status. W 1948 roku, wykorzystując fakt, że Szumowski po pobycie w niemieckim obozie koncentracyjnym, nigdy nie odzyskał pełni sił postanowiono przenieść go w stan spoczynku. Niebawem decyzją władz centralnych bezterminowo zawieszono wykłady z historii i filozofii medycyny. Był członkiem „Komisji Historii Medycyny i Nauk Matematyczno-przyrodniczych PAU”. Szumowski był także do 1953 roku, prezesem Komisji Klasyków Przyrodoznawstwa i Medycyny Polskiej Akademii Umiejętności. Niemal do końca pracował naukowo. Pochowany został na Cmentarzu Rakowickim (kwatera LXIII).

## Publikacje
- „Krakowska Szkoła Lekarska po reformach Kołłątaja” wyd. Kraków 1929
- „Historia medycyny filozoficznie ujęta” wyd. Kraków 1935
- „Logika dla medyków” wyd. Kraków 1939
- „Dzieje filozofii medycyny, jej istota, nazwa i definicja” wyd. Kraków 1947